# Dęby (województwo lubelskie)
Dęby – osada w Polsce, położona w województwie lubelskim, w powiecie tomaszowskim, w gminie Lubycza Królewska.
| SIMC    | Nazwa   | Rodzaj     |
| ------- | ------- | ---------- |
| 0892754 | Gruszka | przysiółek |

W latach 1975–1998 osada administracyjnie należała do województwa zamojskiego.
W Dębach powstały pierwsze wiatraki energotwórcze, które zostały umieszczone na polach uprawnych. 
Osada wchodzi w skład sołectwa Patoki w gminie Lubycza Królewska. Według Narodowego Spisu Powszechnego z roku 2011 osada liczyła 313 mieszkańców.